# Argyroeides rubricauda
Argyroeides rubricauda là một loài bướm đêm thuộc phân họ Arctiinae, họ Erebidae.